# Hans-Joachim Stuck
Hans-Joachim „Strietzel“ Stuck (* 1. Januar 1951 in Garmisch-Partenkirchen) ist ein deutscher Motorsportfunktionär sowie ehemaliger Automobilrennfahrer. Er startete zwischen 1974 und 1979 in der Formel 1, gewann 1986 und 1987 das 24-Stunden-Rennen von Le Mans und wurde 1990 Deutscher Tourenwagen-Meister.

## Kindheit und Jugend
Als Sohn des „Bergkönigs“ Hans Stuck (1900–1978) und dessen Frau Christa-Maria Stuck (1921–2014, geborene Thielmann) konnte er schon als Jugendlicher auf dem Nürburgring Erfahrungen sammeln, da sein Vater dort Fahrerlehrgänge abhielt. Per Sondergenehmigung bekam er mit 16 Jahren den Führerschein. 1969 gewann er den Sportfahrerlehrgang der Scuderia Hanseat und verdiente sich mit Erfolgen bei kleineren Rennen die internationale Rennlizenz.

## Karriere

### 1970er Jahre

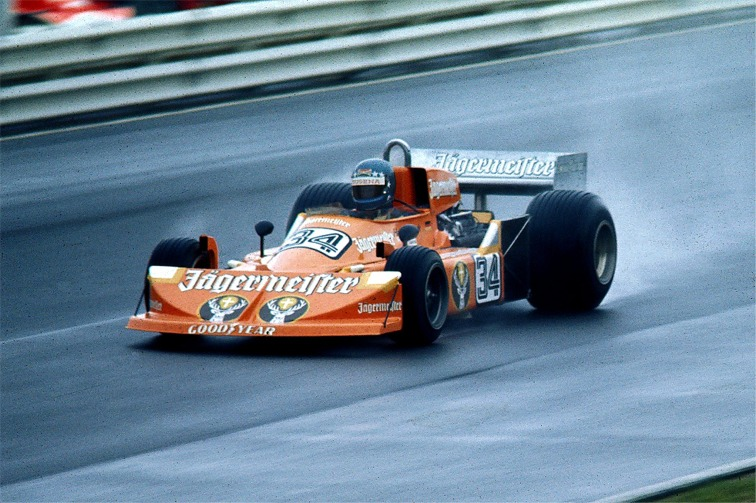
Stuck im March-F1 auf dem Nürburgring, Training 1976

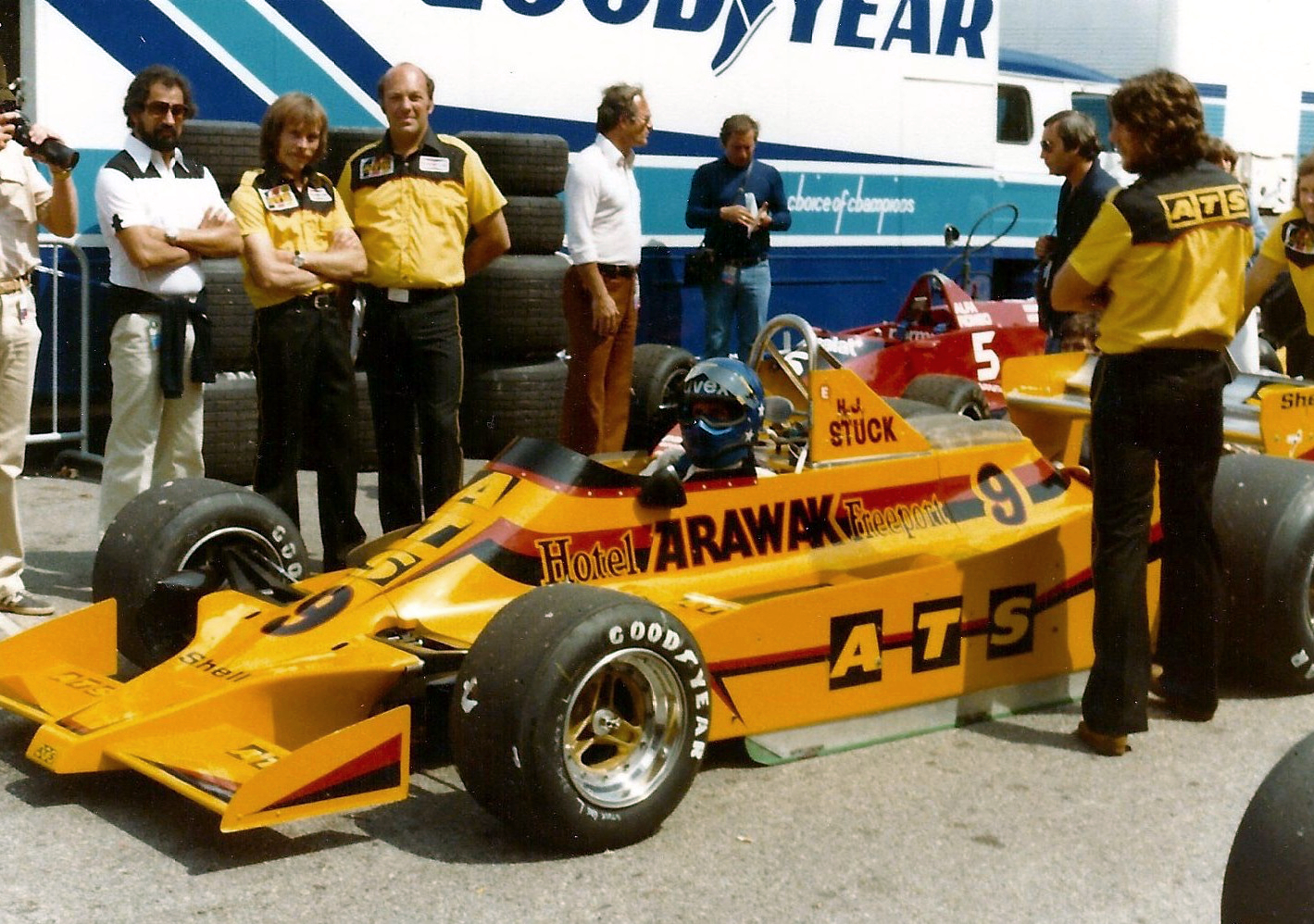
Hans-Joachim Stuck 1979 im ATS (rechts Teammanager Fred Opert)

1970 gewann der erst 19 Jahre alte „Naturbursche“ mit seiner schon jahrelangen Erfahrung an der Seite von Clemens Schickentanz das erstmals ausgetragene 24-Stunden-Rennen auf dem Nürburgring auf einem BMW 2002 TI aus dem Koepchen-Rennstall.  Diesen Erfolg konnte er 1998 (auf BMW 320d) und 2004 (auf BMW M3 GTR) wiederholen.
1971 wurde Stuck Werksfahrer bei BMW in der Tourenwagen-Europameisterschaft. Zudem machte er die ersten Gehversuche in der Formel 2 und entwickelte zudem sein Markenzeichen, den blauen Helm mit weißen Sternen um die Visieröffnung.
Im Gefolge seines Mentors Jochen Neerpasch wechselte Stuck 1972 zu Ford und wurde unter anderem Deutscher Meister bei den Tourenwagen auf einem Ford Capri.
Zurück bei BMW feierte der „König von Hockenheim“ Siege in der Formel 2 auf einem March mit bayerischem Motor. Diese Erfolge sorgten für ausverkaufte Rennstrecken, insbesondere am Hockenheimring, wo die Formel 2 bis zu dreimal im Jahr gastierte, unter anderem beim Jim-Clark-Gedächtnisrennen.
In der Formel 1 fuhr Stuck von 1974 bis 1976 für March-Ford insgesamt acht Weltmeisterschaftspunkte ein. 1977 war Stuck zunächst als Fahrer des neu gegründeten deutschen Formel-1-Teams ATS vorgesehen. Vor dem ersten Rennen des neuen Teams bot sich Stuck allerdings eine große Chance: Als Ersatz für den bei einem Flugzeugabsturz tödlich verunglückten Brasilianer Carlos Pace bekam er ein Cockpit beim Brabham-Team von Bernie Ecclestone. Hier belegte er im Brabham-Alfa Romeo V12 jeweils dritte Plätze bei seinen beiden Heimrennen, dem Großen Preis von Deutschland auf dem Hockenheimring und dem Großen Preis von Österreich auf dem Österreichring. Beim Großen Preis der USA Ost fiel er in Führung liegend nach 15 Runden mit Kupplungsproblemen aus. Für die Saison 1978 musste er im Team seinen Platz dem Neuzugang Niki Lauda abtreten.
Für Shadow (1978) und ATS (1979) konnte Stuck in den folgenden Jahren jeweils punkten, verpasste jedoch die Chance, zum Team von Williams zu wechseln, just bevor dieses die ersten großen Erfolge errang. Danach war die Formel-1-Karriere beendet, zumal seine Körpergröße von etwa 194 cm angesichts der technischen Entwicklung ungeeignet war. Um den Kraftstofftank anstatt wie bisher in den Seitenkästen sicher, schwerpunktneutral und aerodynamisch günstiger in der Fahrzeugmitte unterbringen zu können, wurden die Cockpits extrem weit vorne platziert. Einige Formel-1-Fahrer erlitten aufgrund dieser Bauweise schwere Beinverletzungen (unter anderem Ronnie Peterson, Didier Pironi, Clay Regazzoni, Marc Surer, Johnny Cecotto).
1979 erreichte Stuck in der Procar-Serie, in der unter anderem die schnellsten Formel-1-Piloten in identischen 470 PS starken BMW M1 antraten, den zweiten Platz.

### 1980er und 1990er Jahre
In den Folgejahren trat er als Werkspilot für Porsche in deren Porsche 956 an und gewann die 24 Stunden von Le Mans und den Supercup im Porsche 962 C in den Jahren 1986 und 1987. Auch im 12-Stunden-Rennen von Sebring war er siegreich, 1986, 1988 sowie schon 1975 für BMW.
1985 gewann Stuck zusammen mit seinem Partner Derek Bell auf einem Porsche 962C die Sportwagen-Weltmeisterschaft und wurde Nachfolger von Stefan Bellof.
Auch in den USA, in der Trans-Am-Serie sowie in der IMSA-GTO-Serie, trat Stuck 1988 (Trans-Am) respektive 1989 (IMSA GTO) für Audi erfolgreich auf spektakulären Wagen an. Seine Zeit in der Trans-Am-Serie absolvierte er mit einem Audi 200 quattro Trans-Am, währenddessen er 1989 mit einem Audi 90 quattro IMSA GTO auf den Rennstrecken unterwegs war.
Als die Deutsche Tourenwagen-Meisterschaft an Popularität gewann und zahlreiche Werke einstiegen, wechselte Stuck zu den Tourenwagen, die als sicherer galten als die weit über 300 km/h schnellen Sportwagen. 1990 gewann Stuck auf Audi V8 die DTM. Nachdem Audi die DTM 1992 wegen Reglementsstreitigkeiten mitten in der Saison verlassen hatte, bestritt er 1993 auf einem Audi 80 quattro 16 V 2,0 l die Französische Tourenwagen-Meisterschaft. Im darauffolgenden Jahr war Stuck einer der Fahrer in der Premierensaison des Super-Tourenwagen-Cups, einer neuen Serie für Tourenwagen der sogenannten Klasse 2 mit 2,0 Liter Hubraum und ca. 280 PS. 1995 bestritt er in der zweiten Saison STW-Cups seine letzte Saison für Audi auf einem Audi A4 quattro des Teams AZK-Schneider als Teamkollege von Altfrid Heger und Rinaldo Capello. 1996 startete Stuck wieder auf Klasse-1-Tourenwagen in der Nachfolge-Rennserie der DTM, der ITC, die am Saisonende eingestellt wurde. Er fuhr einen Opel Calibra V6 4×4 des Team Rosberg Opel und erreichte zwei Laufsiege beim Helsinki Thunder.
Ab Mitte der 1990er Jahre war Stuck wieder bei Porsche, verpasste aber 1996 den Le-Mans-Sieg knapp auf dem Porsche 911 GT1. Stuck hatte auch in den drei Folgejahren kein Glück in Le Mans. Auch 1997 war bei Porsche kein Sieg zu verzeichnen, das gelang erst 1998 einem verjüngten Porsche-Team (das jedoch in der FIA-GT-Meisterschaft sieglos blieb). Ab 1998 war Stuck wieder bei BMW, die neuen BMW V12 Le Mans Roadster mussten in Le Mans früh mit Radlagerschaden aufgeben. Im siegreichen BMW-Team von 1999 war Stuck nicht mehr vertreten.
28 Jahre nach seinem ersten Sieg beim 24-Stunden-Rennen auf dem Nürburgring gelang ihm 1998 ein erneuter Sieg auf einem BMW 320d.

### 2000er Jahre

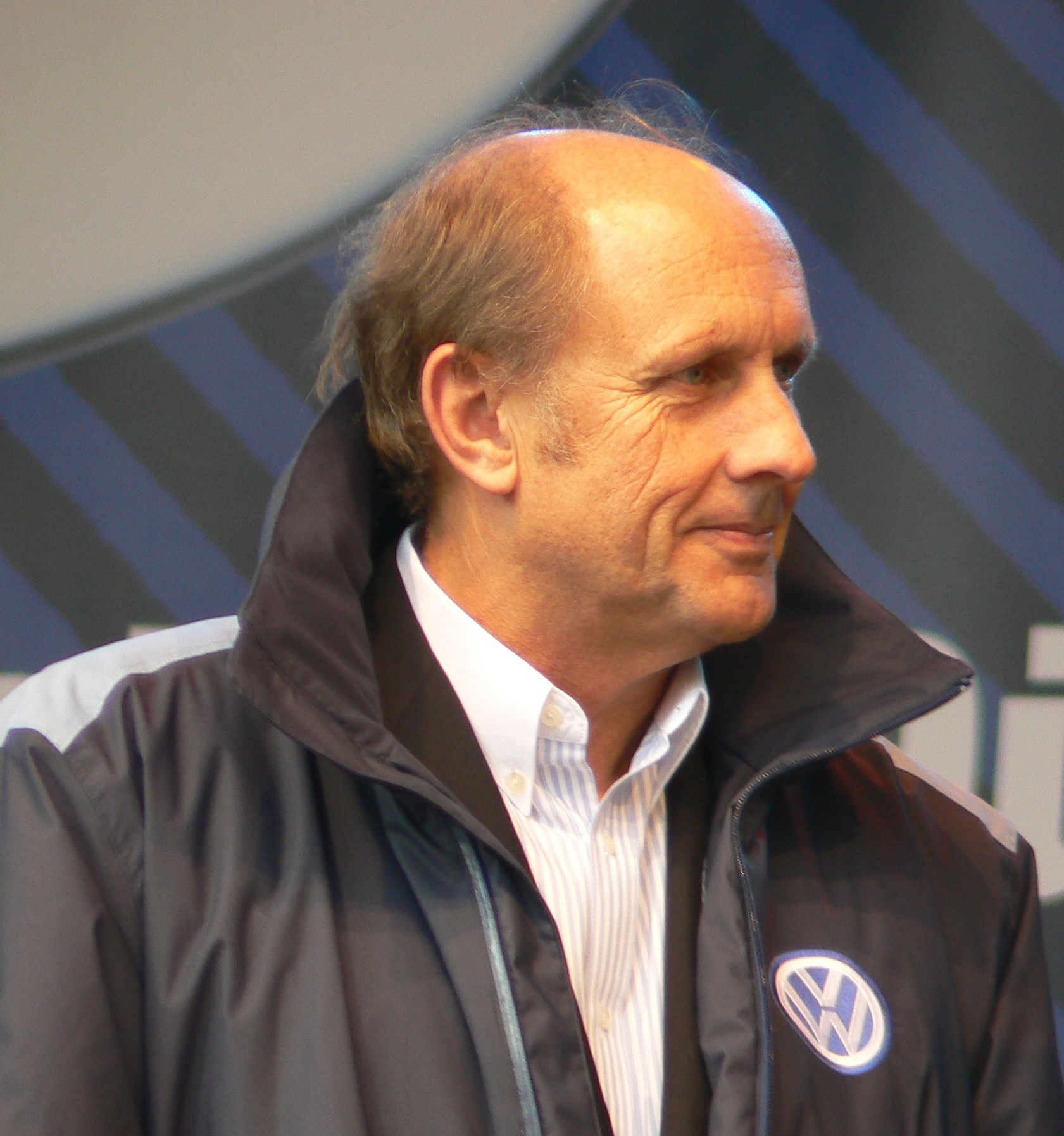
2008: Hans-Joachim Stuck bei der DTM-Präsentation in Düsseldorf

Ab 2000 war Stuck wieder für BMW, bei Tourenwagenrennen und in den USA bei der American Le Mans Series (ALMS) aktiv.
Der im Jahre 2001 in der ALMS siegreiche BMW M3 GTR wurde 2002 aufgrund des nicht serienmäßigen Motors nicht mehr eingesetzt, aber Ende des Jahres im Hinblick auf das 24-Stunden-Rennen auf dem Nürburgring 2003 getestet. Auf Einsätze in VLN-Langstreckenrennen hatte das Schnitzer-Team jedoch verzichtet. Im Rennen erlitten die Wagen beim Start Getriebeschäden. Im Folgejahr nahm das Team erfolgreich an VLN-Rennen teil und Stuck gewann das 24-Stunden-Rennen auf dem Nürburgring zum dritten Mal. Im Jahre 2005 belegte sein Wagen hinter dem Fahrzeug der Teamkollegen Platz zwei. Der mögliche Einsatz auf beiden Werkswagen, der einen erneuten Sieg fast garantiert hätte, wurde nur Pedro Lamy ermöglicht. Im Jahre 2006, nach dem Rückzug des Werksautos, trat er auf einem privaten M3 GTR mit Sechszylindermotor an, zusammen mit unter anderem dem noch älteren Dieter Quester, schied jedoch nach Massenkarambolage in der Nacht aus. Bis zum Ende der Formel-1-Weltmeisterschaft 2007 war Stuck als Formel-1-Experte beim Fernsehsender Premiere zu sehen.
Am 28. April 2007 erlitt Stuck im BMW Z4 des Schubert-Teams einen Unfall beim VLN-Rennen auf dem Nürburgring und verletzte sich dabei schwer. Er wurde in das Bundeswehrzentralkrankenhaus Koblenz gebracht, wo eine Brustbeinprellung und ein Lendenwirbelriss festgestellt wurden.
Am 9. und 10. Juni 2007 nahm Stuck zusammen mit seinem Sohn Johannes Stuck sowie Claudia Hürtgen am 24-Stunden-Rennen auf dem Nürburgring teil. Das eingesetzte BMW-Z4-M-Coupé war den Porsche-Fahrzeugen leistungsmäßig unterlegen, belegte jedoch den fünften Gesamtrang sowie den ersten in der Klasse bis 3500 cm³ Hubraum.
In der Truck-Racing-Europameisterschaft 2007 fuhr Stuck für das Truck Race Team Allgäuer auf einem MAN, erreichte aber nur den vorletzten Platz in der Gesamtwertung.
2008 wechselte er zum VW-Konzern, für den er in seinen Audi-Zeiten schon tätig war. Stuck fuhr zur Markteinführung den neuen VW Scirocco beim 24-Stunden-Rennen auf dem Nürburgring und gewann seine Klasse. Zudem sprang er beim 6-Stunden-Rennen für den erkrankten Hermann Tilke ein und fuhr einen Lamborghini Gallardo.
2009 war er maßgeblich an der Entwicklung des Audi R8 LMS beteiligt und feierte im Rahmen der VLN-Langstreckenmeisterschaft den einzigen Sieg eines R8 LMS dieser Saison. Mit einem beherzten Manöver überholte er den bis dahin führenden Porsche und gewann das Rennen.
Nach dem 24-Stunden-Rennen auf dem Nürburgring 2011 beendete Stuck seine aktive Rennkarriere. Bei diesem Rennen bildete er mit seinen Söhnen Ferdinand und Johannes sowie Dennis Rostek auf einem Reiter-Lamborghini Gallardo das Team Stuck³ und wurde Fünfzehnter in der Gesamtwertung.
Vom 21. April 2012 bis Februar 2020 war Stuck Präsident des Deutschen Motor Sport Bundes (DMSB).
Aktuell ist er als Markenbotschafter für den Automobilkonzern Volkswagen tätig.

## Privates
- Den Spitznamen „Strietzel“ verdankt er seiner Patentante[6], die bei seiner Taufe eine Ähnlichkeit mit einem Hefezopf (Schlesisch: Strietzel) festgestellt haben soll. Hans-Joachim Stuck trägt diesen Spitznamen bis heute und ist fest mit ihm verbunden. So ist die Namensschreibung Strietzel Stuck auch in Medienberichten gebräuchlich.
- Stuck ist Vater von zwei Söhnen, Johannes und Ferdinand, und lebt in Ellmau. Seine erste Ehefrau war eine Stewardess, die er während eines Fluges 1975 kennengelernt hatte. 2012 heiratete er zum vierten Mal.[7]

## Statistik

### Statistik in der Automobil-Weltmeisterschaft

#### Einzelergebnisse
Diese Statistik umfasst alle Teilnahmen des Fahrers an der Formel-1-Weltmeisterschaft.
| Saison | 1   | 2   | 3   | 4   | 5   | 6   | 7   | 8   | 9   | 10  | 11  | 12  | 13  | 14  | 15  | 16 | 17 |
| ------ | --- | --- | --- | --- | --- | --- | --- | --- | --- | --- | --- | --- | --- | --- | --- | -- | -- |
| 1974   |     |     |     |     |     |     |     |     |     |     |     |     |     |     |     |    |    |
| DNF    | DNF | 5   | 4   | DNF | DNF |     | DNF | DNQ | DNF | 7   | 11  | DNF | DNF | DNQ |     |    |    |
| 1975   |     |     |     |     |     |     |     |     |     |     |     |     |     |     |     |    |    |
|        |     |     |     |     |     |     |     |     | DNF | DNF | DNF | DNF | 8   |     |     |    |    |
| 1976   |     |     |     |     |     |     |     |     |     |     |     |     |     |     |     |    |    |
| 4      | 12  | DNF | DNF | DNF | 4   | DNF | 7   | DNF | DNF | DNF | DNF | DNF | DNF | 5   | DNF |    |    |
| 1977   |     |     |     |     |     |     |     |     |     |     |     |     |     |     |     |    |    |
|        |     | DNF | DNF | 6   | DNF | 6   | 10  | DNF | 5   | 3   | 3   | 7   | DNF | DNF | DNF | 7  |    |
| 1978   |     |     |     |     |     |     |     |     |     |     |     |     |     |     |     |    |    |
| 17     | DNF | DNQ | DNS | DNF | DNF | DNF | 11  | 11  | 5   | DNF | DNF | DNF | DNF | DNF | DNF |    |    |
| 1979   |     |     |     |     |     |     |     |     |     |     |     |     |     |     |     |    |    |
| DNS    | DNF | DNF | DSQ | 14  | 8   | DNF | DNS | DNQ | DNF | DNF | DNF | 11  | DNF | 5   |     |    |    |

| Legende  | Legende            | Legende                                                          |
| Farbe    | Abkürzung          | Bedeutung                                                        |
| -------- | ------------------ | ---------------------------------------------------------------- |
| Gold     | –                  | Sieg                                                             |
| Silber   | –                  | 2. Platz                                                         |
| Bronze   | –                  | 3. Platz                                                         |
| Grün     | –                  | Platzierung in den Punkten                                       |
| Blau     | –                  | Klassifiziert außerhalb der Punkteränge                          |
| Violett  | DNF                | Rennen nicht beendet (did not finish)                            |
| Violett  | NC                 | nicht klassifiziert (not classified)                             |
| Rot      | DNQ                | nicht qualifiziert (did not qualify)                             |
| Rot      | DNPQ               | in Vorqualifikation gescheitert (did not pre-qualify)            |
| Schwarz  | DSQ                | disqualifiziert (disqualified)                                   |
| Weiß     | DNS                | nicht am Start (did not start)                                   |
| Weiß     | WD                 | zurückgezogen (withdrawn)                                        |
| Hellblau | PO                 | nur am Training teilgenommen (practiced only)                    |
| Hellblau | TD                 | Freitags-Testfahrer (test driver)                                |
| ohne     | DNP                | nicht am Training teilgenommen (did not practice)                |
| ohne     | INJ                | verletzt oder krank (injured)                                    |
| ohne     | EX                 | ausgeschlossen (excluded)                                        |
| ohne     | DNA                | nicht erschienen (did not arrive)                                |
| ohne     | C                  | Rennen abgesagt (cancelled)                                      |
| ohne     | keine WM-Teilnahme |                                                                  |
| sonstige | P/fett             | Pole-Position                                                    |
| sonstige | 1/2/3/4/5/6/7/8    | Punktplatzierung im Sprint-/Qualifikationsrennen                 |
| sonstige | SR/kursiv          | Schnellste Rennrunde                                             |
| sonstige | *                  | nicht im Ziel, aufgrund der zurückgelegten Distanz aber gewertet |
| sonstige | ()                 | Streichresultate                                                 |
| sonstige | unterstrichen      | Führender in der Gesamtwertung                                   |

### Le-Mans-Ergebnisse
| Jahr | Team                        | Fahrzeug                | Teamkollege          | Teamkollege        | Platzierung          | Ausfallgrund    |
| ---- | --------------------------- | ----------------------- | -------------------- | ------------------ | -------------------- | --------------- |
| 1972 | Ford Deutschland            | Ford Capri 2600 RS      | Jochen Mass          |                    | Ausfall              | Ölpumpe         |
| 1973 | BMW Motorsport              | BMW 3.0 CSL             | Chris Amon           |                    | Ausfall              | Unfall          |
| 1980 | Dominique Lacaud            | BMW M1                  | Dominique Lacaud     | Hans-Georg Bürger  | Rang 15              |                 |
| 1981 | BMW Cassetten Team GS Sport | BMW M1                  | Jean-Pierre Jarier   | Helmut Henzler     | Ausfall              | Unfall          |
| 1982 | BMW Cassetten Team GS Sport | Sauber SHS C6           | Jean-Louis Schlesser | Dieter Quester     | Ausfall              | Motorlager      |
| 1985 | Porsche                     | Porsche 962C            | Derek Bell           |                    | Rang 3               |                 |
| 1986 | Rothmans Porsche            | Porsche 962C            | Derek Bell           | Al Holbert         | Gesamtsieg           |                 |
| 1987 | Rothmans Porsche            | Porsche 962C            | Derek Bell           | Al Holbert         | Gesamtsieg           |                 |
| 1988 | Porsche AG                  | Porsche 962C            | Derek Bell           | Klaus Ludwig       | Rang 2               |                 |
| 1989 | Joest Racing                | Porsche 962C            | Bob Wollek           |                    | Rang 3               |                 |
| 1990 | Joest Porsche Racing        | Porsche 962C            | Derek Bell           | Frank Jelinski     | Rang 4               |                 |
| 1991 | Konrad Motorsport           | Porsche 962C            | Derek Bell           | Frank Jelinski     | Rang 7               |                 |
| 1993 | Le Mans Porsche Team        | Porsche 911S LM GT      | Walter Röhrl         | Hurley Haywood     | Ausfall              | Unfall          |
| 1994 | Le Mans Porsche Team        | Dauer-Porsche 962 GT LM | Thierry Boutsen      | Danny Sullivan     | Rang 3               |                 |
| 1995 | Porsche Kremer Racing       | Kremer K8 Spyder        | Thierry Boutsen      | Christophe Bouchut | Rang 6               |                 |
| 1996 | Porsche AG                  | Porsche 911 GT1         | Thierry Boutsen      | Bob Wollek         | Rang 2 + Klassensieg |                 |
| 1997 | Porsche AG                  | Porsche 911 GT1         | Thierry Boutsen      | Bob Wollek         | Ausfall              | Getriebeschaden |
| 1998 | BMW Motorsport              | BMW V12 LM              | Steve Soper          | Tom Kristensen     | Ausfall              | Radlager        |

### Sebring-Ergebnisse
| Jahr | Team                       | Fahrzeug                     | Teamkollege    | Teamkollege           | Teamkollege | Platzierung            | Ausfallgrund |
| ---- | -------------------------- | ---------------------------- | -------------- | --------------------- | ----------- | ---------------------- | ------------ |
| 1975 | BMW Motorsport             | BMW 3.0 CSL                  | Brian Redman   | Allan Moffat          | Sam Posey   | Gesamtsieg             |              |
| 1984 | Bob Akin Motor Racing      | Porsche 935-84               | Bob Akin       | John O’Steen          |             | Rang 5                 |              |
| 1985 | Bob Akin Motor Racing      | Porsche 962                  | Bob Akin       | Jim Mullen            |             | Ausfall                | Aufhängung   |
| 1986 | Bob Akin Motor Racing      | Porsche 962                  | Bob Akin       | Jo Gartner            |             | Gesamtsieg             |              |
| 1988 | Bayside Disposal Racing    | Porsche 962                  | Klaus Ludwig   |                       |             | Gesamtsieg             |              |
| 1990 | Dauer Racing               | Porsche 962C                 | Raul Boesel    |                       |             | Ausfall                | Unfall       |
| 1993 | Brumos Porsche             | Porsche 911 Turbo S LM       | Walter Röhrl   | Hurley Haywood        |             | Rang 7 und Klassensieg |              |
| 1994 | Brumos Porsche             | Porsche 911 Turbo GT America | Walter Röhrl   | Hurley Haywood        |             | Rang 11                |              |
| 1995 | Champion Porsche           | Porsche 911 GT2              | Bill Adam      |                       |             | Rang 6                 |              |
| 1996 | Champion Porsche           | Porsche 911 GT2 Evo          | Bill Adam      |                       |             | Rang 6 und Klassensieg |              |
| 1997 | Champion Porsche           | Porsche 911 GT2 Evo          | Bill Adam      |                       |             | Ausfall                | Unfall       |
| 1999 | Prototype Technology Group | BMW M3                       | Boris Said III | Peter Cunningham      |             | Ausfall                | Kühler       |
| 2000 | Prototype Technology Group | BMW M3 E46                   | Boris Said III | Johannes van Overbeek |             | Ausfall                | Bremsdefekt  |
| 2001 | Prototype Technology Group | BMW M3 E46                   | Boris Said III | Peter Cunningham      |             | Rang 12                |              |

### 24-Stunden-Rennen-Nürburgring-Ergebnisse
| Jahr | Team                             | Fahrzeug              | Teamkollege          | Teamkollege         | Teamkollege         | Platzierung        | Ausfallgrund |
| ---- | -------------------------------- | --------------------- | -------------------- | ------------------- | ------------------- | ------------------ | ------------ |
| 1970 | Hans-Peter Koepchen              | BMW 2002 TI           | Clemens Schickentanz | –                   | –                   | Gesamtsieg         |              |
| 1971 | Alpina                           | BMW 2002 TI           | Günther Huber        | –                   | –                   | Ausfall            | Motor        |
| 1972 | Fritzinger Tuning                | Ford Capri RS 2600    | Klaus Fritzinger     | –                   | –                   | Rang 2             |              |
| 1981 | Deutschland                      | BMW 320i Gr. 2        | K. Hens              | Michael Middelhaufe | –                   | Rang 5 i.d. Klasse |              |
| 1982 | Auto Budde Racing Team           | BMW 528i              | Heiner Müller        | Michael Middelhaufe | –                   | Ausfall            | Unfall       |
| 1984 | Deutschland                      | BMW 635 CSi           | Dieter Quester       | Harald Grohs        | –                   | Ausfall            | Unfall       |
| 1992 | Porsche Zentren Strähle und Löhr | Porsche 911 Carrera 2 | Olaf Manthey         | Walter Röhrl        | Frank Biela         | Rang 3             |              |
| 1998 | BMW Motorsport                   | BMW 320d              | Marc Duez            | Christian Menzel    | Andreas Bovensiepen | Gesamtsieg         |              |
| 2000 | Scheid Motorsport                | BMW M3 GTRS           | Johannes Scheid      | Stefan Schlesack    | –                   | Ausfall            |              |
| 2002 | Scheid Motorsport                | BMW M3 GTRS           | Johannes Scheid      | Mario Merten        | Oliver Kainz        | Ausfall            | Getriebe     |
| 2003 | BMW Motorsport                   | BMW M3 GTR            | Boris Said III       | John Nielsen        | Marc Duez           | Ausfall            | Unfall       |
| 2004 | BMW Motorsport                   | BMW M3 GTR            | Pedro Lamy           | Jörg Müller         | Dirk Müller         | Gesamtsieg         |              |
| 2005 | BMW Motorsport                   | BMW M3 GTR            | Pedro Lamy           | Jörg Müller         | Dirk Müller         | Rang 2             |              |
| 2006 | Duller Motorsport                | BMW M3 E46 GT         | Dieter Quester       | Dirk Werner         | Artur Deutgen       | Ausfall            | Unfall       |
| 2007 | Schubert Motorsport              | BMW Z4 M Coupe        | Johannes Stuck       | Claudia Hürtgen     | Richard Göransson   | Rang 5             |              |
| 2008 | Volkswagen Motorsport            | VW Scirocco GT24      | Florian Gruber       | Thomas Mutsch       | Jimmy Johansson     | Rang 11            |              |
| 2008 | Volkswagen Motorsport            | VW Scirocco GT24      | Carlos Sainz         | Giniel de Villiers  | Dieter Depping      | Rang 15            |              |
| 2009 | Audi Sport Team Phoenix          | Audi R8 LMS GT3       | Emanuele Pirro       | Frank Biela         | Marcel Fässler      | Rang 12            |              |
| 2010 | Audi Sport Team Phoenix          | Audi R8 LMS GT3       | Marc Basseng         | Mike Rockenfeller   | Frank Stippler      | Ausfall            | Motor        |
| 2011 | Team Stuck³                      | Gallardo LP600+ GT3   | Johannes Stuck       | Ferdinand Stuck     | Dennis Rostek       | Rang 15            |              |

### Einzelergebnisse in der Sportwagen-Weltmeisterschaft
| Saison | Team                         | Rennwagen               | 1   | 2   | 3   | 4   | 5   | 6   | 7   | 8   | 9   | 10  | 11  | 12  | 13  | 14  | 15  | 16  | 17  |
| ------ | ---------------------------- | ----------------------- | --- | --- | --- | --- | --- | --- | --- | --- | --- | --- | --- | --- | --- | --- | --- | --- | --- |
| 1970   | Tobacco Racing               | Porsche 911             | DAY | SEB | BRH | MON | TAR | SPA | NÜR | LEM | WAT | ZEL |     |     |     |     |     |     |     |
| 1970   | Tobacco Racing               | Porsche 911             |     |     |     | 16  |     |     |     |     |     |     |     |     |     |     |     |     |     |
| 1972   | Ford Deutschland             | Ford Capri              | BUA | DAY | SEB | BRH | MON | SPA | TAR | NÜR | LEM | ZEL | WAT |     |     |     |     |     |     |
| 1972   | Ford Deutschland             | Ford Capri              |     |     |     |     |     |     |     | 8   | DNF |     |     |     |     |     |     |     |     |
| 1973   | Alpina                       | BMW 3.0 CSL             | DAY | VAL | DIJ | MON | SPA | TAR | NÜR | LEM | ZEL | WAT |     |     |     |     |     |     |     |
| 1973   | Alpina                       | BMW 3.0 CSL             |     |     |     |     | 7   |     | DNF | DNF |     |     |     |     |     |     |     |     |     |
| 1974   | BMW                          | BMW 3.0 CSL             | MON | SPA | NÜR | IMO | LEM | ZEL | WAT | LEC | BRH | KYA |     |     |     |     |     |     |     |
| 1974   | BMW                          | BMW 3.0 CSL             | DNF |     |     |     |     |     |     |     |     |     |     |     |     |     |     |     |     |
| 1975   | BMW America BMW              | BMW 3.0 CSL             | DAY | MUG | DIJ | MON | SPA | PER | NÜR | ZEL | WAT |     |     |     |     |     |     |     |     |
| 1975   | BMW America BMW              | BMW 3.0 CSL             | 33  |     |     |     |     |     |     |     | DNF |     |     |     |     |     |     |     |     |
| 1977   | BMW Falte                    | BMW 320i                | DAY | MUG | DIJ | MON | SIL | NÜR | VAL | PER | WAT | EST | LEC | MOS | IMO | SAL | BRH | HOK | VAL |
| 1977   | BMW Falte                    | BMW 320i                |     |     |     |     |     | DNF |     |     | DNF |     |     |     |     |     | DNF |     |     |
| 1978   | BMW                          | BMW 320i                | DAY | SEB | MUG | TAL | DIJ | SIL | NÜR | LEM | MIS | DAY | WAT | VAL | ROD |     |     |     |     |
| 1978   | BMW                          | BMW 320i                |     |     |     |     |     | DNF | 6   |     |     |     | 3   | DNF |     |     |     |     |     |
| 1979   | Luigi Racing                 | BMW 530i                | DAY | SEB | MUG | TAL | DIJ | RIV | SIL | NÜR | LEM | PER | DAY | WAT | SPA | BRH | ROA | VAL | ELS |
| 1979   | Luigi Racing                 | BMW 530i                |     |     |     |     |     |     |     |     |     | DNF |     |     |     |     |     |     |     |
| 1980   | BMW Dominique Lacaud         | BMW M1                  | DAY | BRH | SEB | MUG | MON | RIV | SIL | NÜR | LEM | DAY | WAT | SPA | MOS | ROA | VAL | DIJ |     |
| 1980   | BMW Dominique Lacaud         | BMW M1                  |     |     |     |     |     |     |     | 3   | 15  |     | DNF |     |     |     |     |     |     |
| 1981   | BMW GS-Tuning                | BMW M1                  | DAY | SEB | MUG | MON | RIV | SIL | NÜR | LEM | PER | DAY | WAT | SPA | MOS | ROA | BRH |     |     |
| 1981   | BMW GS-Tuning                | BMW M1                  | 6   |     |     |     |     | DNF | 1   | DNF |     |     |     |     | DNF |     |     |     |     |
| 1982   | GS-Tuning Sauber Motorsport  | Sauber SHS C6           | MON | SIL | NÜR | LEM | SPA | MUG | FUJ | BRH |     |     |     |     |     |     |     |     |     |
| 1982   | GS-Tuning Sauber Motorsport  | Sauber SHS C6           | DNF | DNF | DNF | DNF | 9   |     |     | DNF |     |     |     |     |     |     |     |     |     |
| 1983   | Brun Motorsport              | Porsche 956 Sehcar C6   | MON | SIL | NÜR | LEM | SPA | FUJ | KYA |     |     |     |     |     |     |     |     |     |     |
| 1983   | Brun Motorsport              | Porsche 956 Sehcar C6   |     | DNF | DNF |     | 4   |     |     |     |     |     |     |     |     |     |     |     |     |
| 1984   | Brun Motorsport Trust Racing | Porsche 956             | MON | SIL | LEM | NÜR | BRH | MOS | SPA | IMO | FUJ | KYA | SAN |     |     |     |     |     |     |
| 1984   | Brun Motorsport Trust Racing | Porsche 956             | 4   |     |     | DNF |     |     | 3   | 1   | 3   |     |     |     |     |     |     |     |     |
| 1985   | Porsche                      | Porsche 962 Porsche 956 | MUG | MON | SIL | LEM | HOK | MOS | SPA | BRH | FUJ | SEL |     |     |     |     |     |     |     |
| 1985   | Porsche                      | Porsche 962 Porsche 956 | DNF | 2   | 2   | 3   | 1   | 1   | 2   | 1   | DNF | DNF |     |     |     |     |     |     |     |
| 1986   | Porsche                      | Porsche 962             | MON | SIL | LEM | NÜN | BRH | JER | NÜR | SPA | FUJ |     |     |     |     |     |     |     |     |
| 1986   | Porsche                      | Porsche 962             | 1   | 2   | 1   | 15  | 2   |     | DNF | 3   | 25  |     |     |     |     |     |     |     |     |
| 1987   | Porsche Joest Racing         | Porsche 962             | JAR | JER | MON | SIL | LEM | NÜN | BRH | NÜR | SPA | FUJ |     |     |     |     |     |     |     |
| 1987   | Porsche Joest Racing         | Porsche 962             | 2   | 3   | 2   | 3   | 1   | DNF | 4   | 2   | 5   |     |     |     |     |     |     |     |     |
| 1988   | Porsche                      | Porsche 962             | JER | JAR | MON | SIL | LEM | BRÜ | BRH | NÜR | SPA | FUJ | SAN |     |     |     |     |     |     |
| 1988   | Porsche                      | Porsche 962             |     | 2   |     |     |     |     |     |     |     |     |     |     |     |     |     |     |     |
| 1990   | Joest Racing                 | Porsche 962             | SUZ | MON | SIL | SPA | DIJ | NÜR | DON | MOT | MEX |     |     |     |     |     |     |     |     |
| 1990   | Joest Racing                 | Porsche 962             |     |     |     |     |     | DNF |     | 8   | 5   |     |     |     |     |     |     |     |     |
| 1991   | Joest Racing                 | Porsche 962             | SUZ | MON | SIL | LEM | NÜR | MAG | MEX | AUT |     |     |     |     |     |     |     |     |     |
| 1991   | Joest Racing                 | Porsche 962             | 7   |     |     |     |     |     |     |     |     |     |     |     |     |     |     |     |     |

## Auszeichnungen
- ADAC Motorsportler des Jahres 1985

## Veröffentlichungen
- Hans-Joachim "Strietzel" Stuck: Helden der Strecke früher und heute. In: Philipp Fürst zu Hohenlohe-Langenburg (Hrsg.): Motorsporthelden. Molino Verlag, Schwäbisch Hall und Sindelfingen 2020, S. 121–147, ISBN 978-3-948696-01-6.